# Лагуна-Бланка (комуна)
Лагуна-Бланка (ісп. Laguna Blanca) — муніципалітет в Чилі. Адміністративний центр комуни — селище Вілья-Теуельчес. Населення — 151 чоловік (2002). Селище і комуна входить до складу провінції Магальянес і області Магальянес і Чилійська Антарктика.
Територія комуни — 3695,6 км². Чисельність населення — 662 жителя (2007). Щільність населення — 0,19 чол/км².

## Розташування
Селище Вілья-Теуельчес розташоване за 125 км на північний захід від адміністративного центру області міста Пунта-Аренас.
Комуна межує:
- На півночі — c провінцією Санта-Крус (Аргентина)
- На сході — з комуною Сан-Грегоріо
- На півдні — c комуною Пунта-Аренас
- На заході — c комунами Наталес, Ріо-Верде

## Демографія
Згідно з відомостями, зібраними в ході перепису Національним інститутом статистики, населення комуни становить 662 осіб, з яких 547 чоловіків і 115 жінок.
Населення комуни становить 0,42 % від загальної чисельності населення області Магальянес і Чилійська Антарктика, при цьому 100 % належить до сільського населення і 0 % — міське населення.